# Aprosictus intricatus
Aprosictus intricatus là một loài bọ cánh cứng trong họ Cerambycidae.